# Lares Familiares

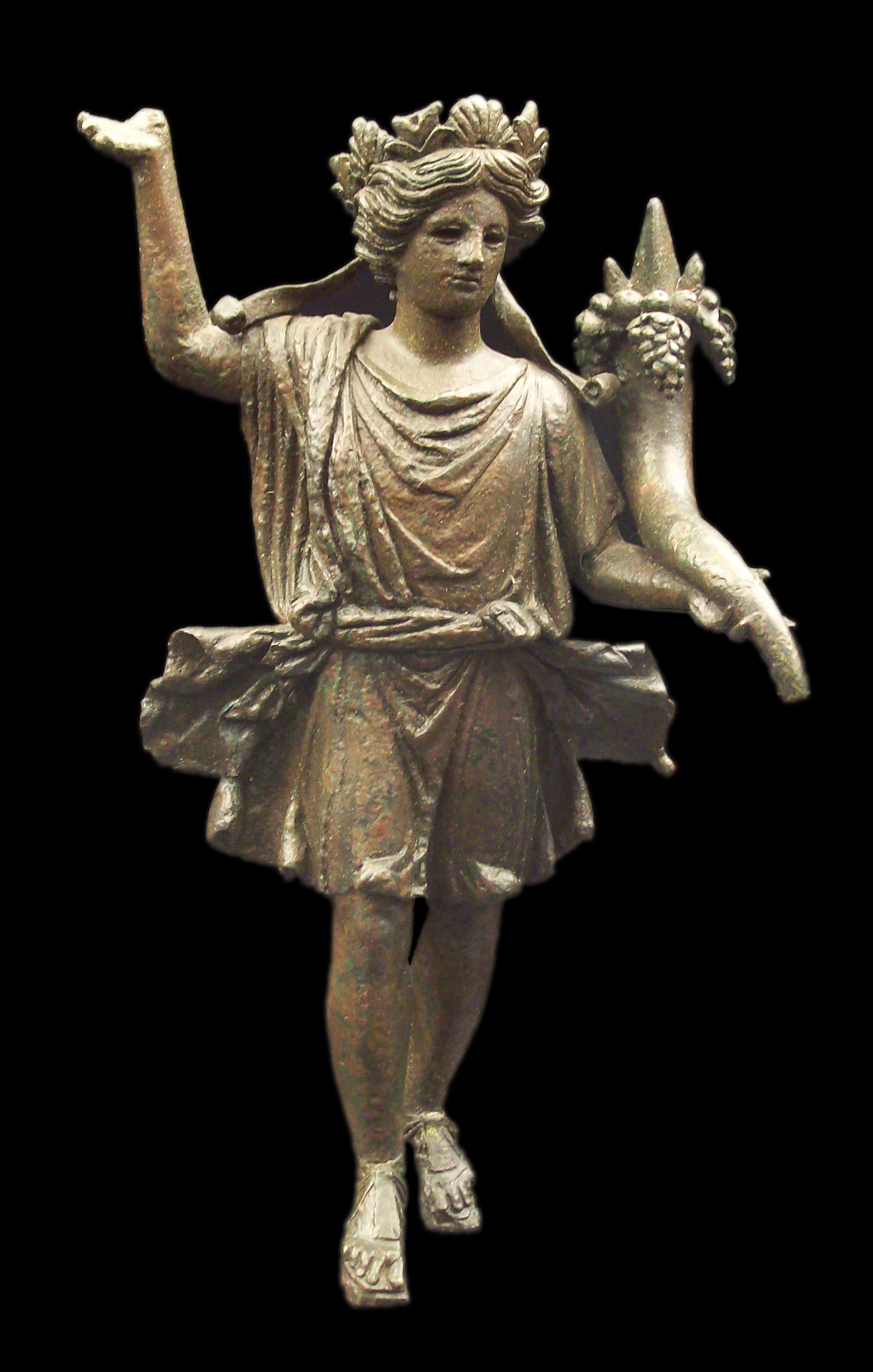
Бронзовый Lar Familiaris I века нашей эры (Национальный археологический музей, Мадрид).

Lares Familiares (в ед. ч. ― Lar Familiaris, «хранители-духи семьи») ― духи-хозяева в римской мифологии. 

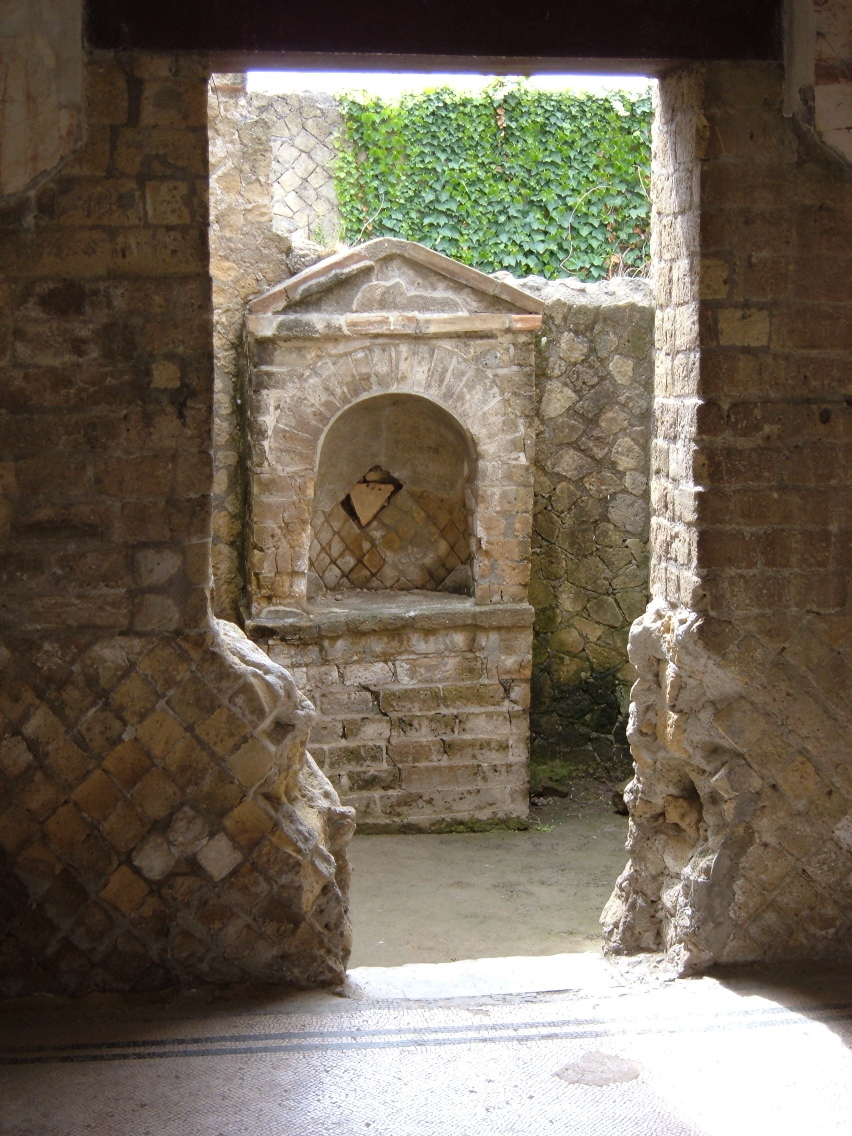
Семейный алтарь в Геркулануме (Италия).

Lar Familiaris считались домашними хранителями, которые заботились о благополучии и процветании семьи. Lararium ― так называлось их святилище, как правило, помещали возле очага или в углу атриума. Ларариум часто выглядел как шкаф или ниша с небольшой статуей, или как ниша, нарисованная на стене, или как небольшое отдельно стоящее святилище. Иногда гений главы семьи, изображенный как бородатая или хохлатая змея, или как человек со складкой тоги, покрывающей его голову, находится вместе с изображением Лара. 
Ларов часто связывают с пенатами. Впрочем, пенаты, хотя и считались домашними духами-хранителями, были защитниками хозяина дома и его ближайших родственников. Lar Familiaris, с другой стороны, защищали всех членов домохозяйства, как свободных, так и рабов, и были связаны с определённым местом. Иначе говоря, они не сопровождали членов семьи, находящихся в путешествии. Предание гласит, что Лары помогали тем, кто чтили их поклонениями и жертвами, но отвергали прочих, пренебрегавших ими. 
Описание этих духов встречается в комедии «Золотой горшок» Плавта (строки 1–36). В ней дед семейства просит своего Лара спрятать фамильное золото и Лар закапывает его в очаг. Когда дед умирает, Лар не показывает сыну усопшего, где спрятано золото, потому что тот никогда не почитал Лара. Дух скрывал сокровище до тех пор, пока у внука Эвклио не появилась готовая к браку дочь, которая не имела хорошего приданого. Эвклио, ужасный скряга, также пренебрегал Ларом. Однако его дочь отличалась более благочестивым характером, хотя и забеременела от мужчины, чьего имени она не знала. После этого дух приводит в движение сложную цепь событий, в результате которой Эвклио находит золото, но в конечном итоге корит себя за свою скупость и дарует своей дочери золото в качестве приданого. Плавт описывает «Lar Familiaris» как молодую стройную фигуру, одетую в высокие сапоги, короткую тунику и нижнее бельё с поясом. Венки украшают его голову, он гибок, грациозен и проворен. 